# Maria Amalia di Borbone-Due Sicilie (regina dei Francesi)
Maria Amalia di Borbone-Due Sicilie (Caserta, 26 aprile 1782 – Esher, 24 marzo 1866) nata principessa di Napoli e di Sicilia, fu regina consorte dei Francesi dal 1830 al 1848 come consorte di Luigi Filippo.
Fu soprannominata Grand-mère de l'Europe (lett. “nonna d'Europa”), infatti tra i suoi nipoti vi furono anche i monarchi Leopoldo II del Belgio, l'imperatrice Carlotta del Messico, con la quale Maria Amalia corrispondeva regolarmente mentre era in Messico, Ferdinando I di Bulgaria e la regina Mercedes di Spagna.

## Biografia

### Infanzia

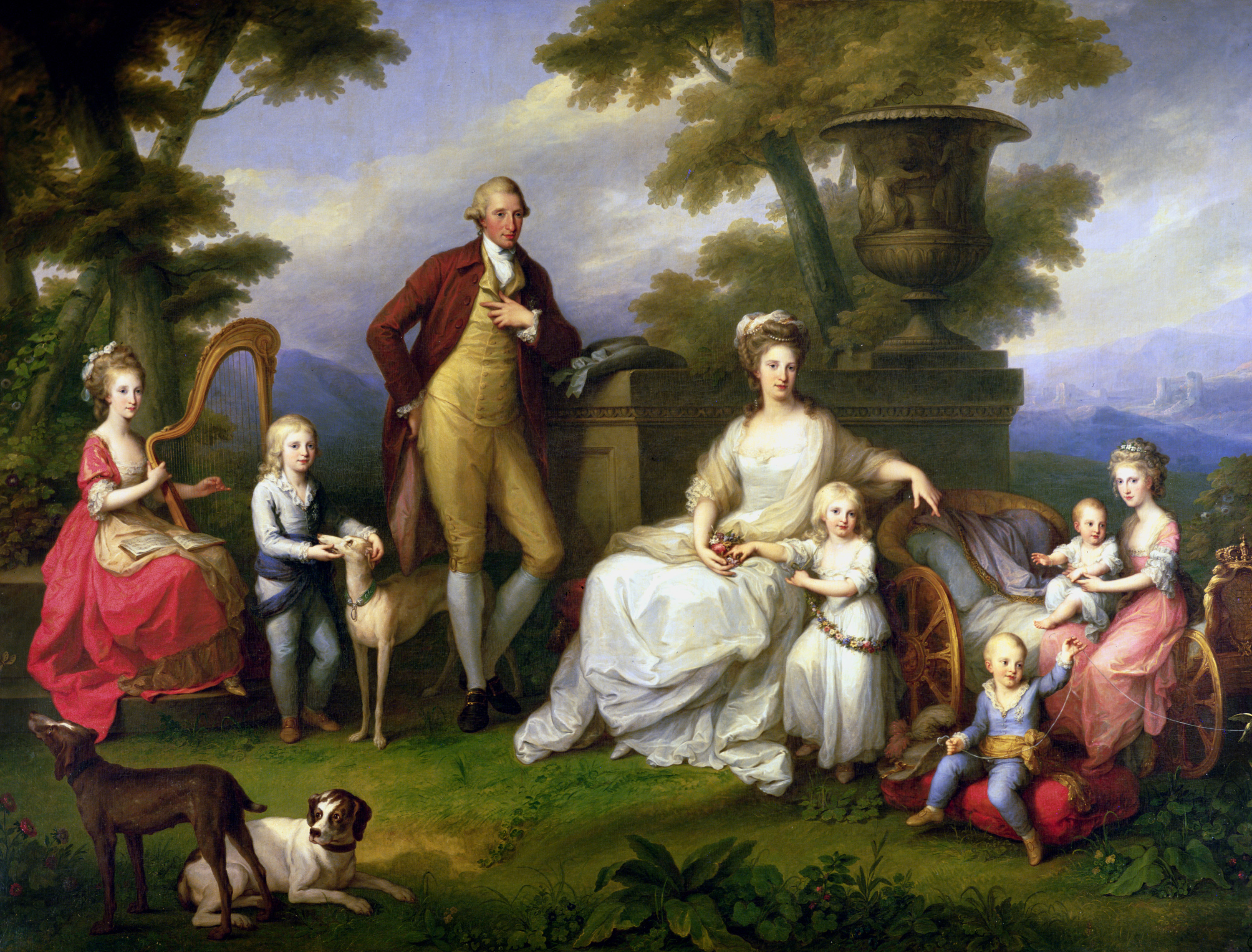
Angelika Kauffmann, Ritratto della famiglia di Ferdinando IV, 1783, olio su tela, Museo nazionale di Capodimonte

Maria Amalia nacque alla reggia di Caserta il 26 aprile 1782. Era la settima dei nove figli di Ferdinando I delle Due Sicilie e di Maria Carolina d'Austria.
Come giovane principessa italiana, venne educata nella tradizione cattolica che restò sempre nel suo cuore. Maria Carolina, come sua madre, Maria Teresa, fece sforzi per far parte della vita di sua figlia, anche se quest'ultima era accudita quotidianamente da una governante, Vincenza Rizzi. Quando lei era ancora bambina, la madre di Maria Amalia e sua zia, Maria Antonietta, si accordarono per il matrimonio tra lei e il figlio di Maria Antonietta, Luigi Giuseppe, Delfino di Francia, il futuro re di Francia, che avrebbe fatto di lei la regina di Francia, ma le loro speranze svanirono nel 1789.
La morte di sua zia Maria Antonietta durante la Rivoluzione francese e le successive azioni drammatiche della madre scombussolarono la sua giovane età. Allo scoppio della Rivoluzione francese, la corte napoletana non fu ostile a questo movimento, ma quando la monarchia francese venne abolita e Maria Antonietta e Luigi XVI furono ghigliottinati, i genitori di Maria Amalia aderirono alla Prima coalizione contro la Francia nel 1793. Sebbene una pace fosse stata stipulata con la Francia nel 1796, il conflitto ricominciò nel 1798 e la famiglia reale lasciò il Regno di Napoli e fuggì nel Regno di Sicilia, il 21 dicembre 1798, sulla HMS Vanguard, un vascello della Royal Navy protetto da due navi da guerra napoletane. Dopo l'invasione di Napoli da parte di Napoleone nel 1806, la famiglia reale rimase in Sicilia, dove, stanziati a Palermo, erano sotto la protezione delle truppe britanniche.

### Matrimonio

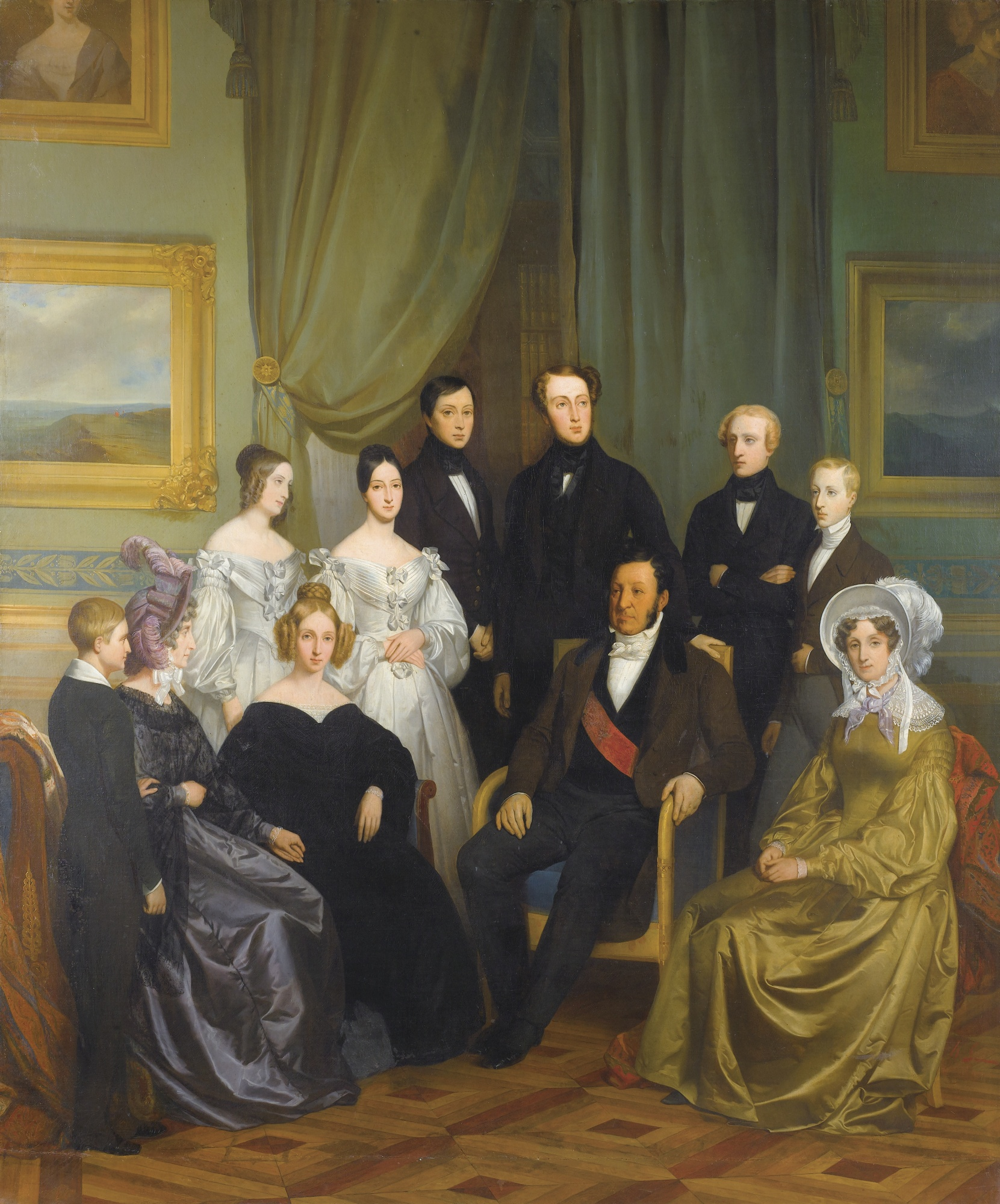
Luigi Filippo di Francia, Maria Amalia e la loro famiglia

Durante l'esilio a Palermo, Maria Amalia conobbe il suo futuro sposo, Luigi Filippo d'Orléans, anch'egli esiliato dalla Francia divisa dalle complicazioni della Rivoluzione Francese e dal potere crescente di Napoleone. Il padre di Luigi Filippo, il precedente Duca d'Orléans, era stato ghigliottinato durante la Rivoluzione francese, anche se era stato un sostenitore del movimento.
I due si sposarono a Palermo il 25 novembre 1809, tre anni dopo essersi incontrati in Italia, e Maria Amalia divenne duchessa d'Orléans. Il matrimonio era considerato controverso, perché lei era la nipote di Maria Antonietta, mentre lui era il figlio dell'uomo che aveva forse partecipato all'esecuzione di sua zia. La madre di Maria Amalia era scettica sull'unione per la stessa ragione, ma acconsentì dopo che il futuro genero, Luigi Filippo, la convinse che era determinato a compensare la scelte sbagliate di suo padre. Durante i primi anni di matrimonio, la coppia visse sotto la protezione britannica a Palermo nel palazzo d'Orléans, edificio donato loro dal padre di Luigi Filippo, fino al 1814.
Maria Amalia partì per la Francia con il marito nel 1814, ma con il breve ritorno di Napoleone, fu costretta a fuggire ancora una volta. Prima dell'ascesa al potere del marito, la coppia dovette affrontare un persistente problema di denaro poiché non avevano entrate oltre a quelle ricevute dalla corona inglese. Alla famiglia fu concesso il permesso di tornare di nuovo in Francia nel 1817.
Durante il periodo prima dell'adesione di Luigi Filippo, la famiglia visse nel Palais-Royal, che era stata la residenza del suocero. Nonostante le preoccupazioni economiche della famiglia, la casa venne restituita al suo originario splendore con una spesa, da parte della coppia, di undici milioni di franchi. Durante il loro mandato come duca e duchessa d'Orléans, Maria Amalia fece del Palais-Royal un centro dell'alta società a Parigi, che era ancora organizzata secondo l'etichetta dell'ancien régime. Tuttavia, era piuttosto sua cognata Madame Adelaide ad essere considerata la padrona di casa al Palais-Royal, mentre Maria Amalia veniva descritta come dignitosa ma silenziosa e riservata. Nel 1825, il duca e la duchessa si incontrarono con la sorella e il cognato, il Re e la Regina di Sardegna a Chambéry, e nel maggio 1830, ospitarono il fratello e la cognata, il Re e la Regina delle Due Sicilie, al Palais-Royal.

### Regina dei Francesi

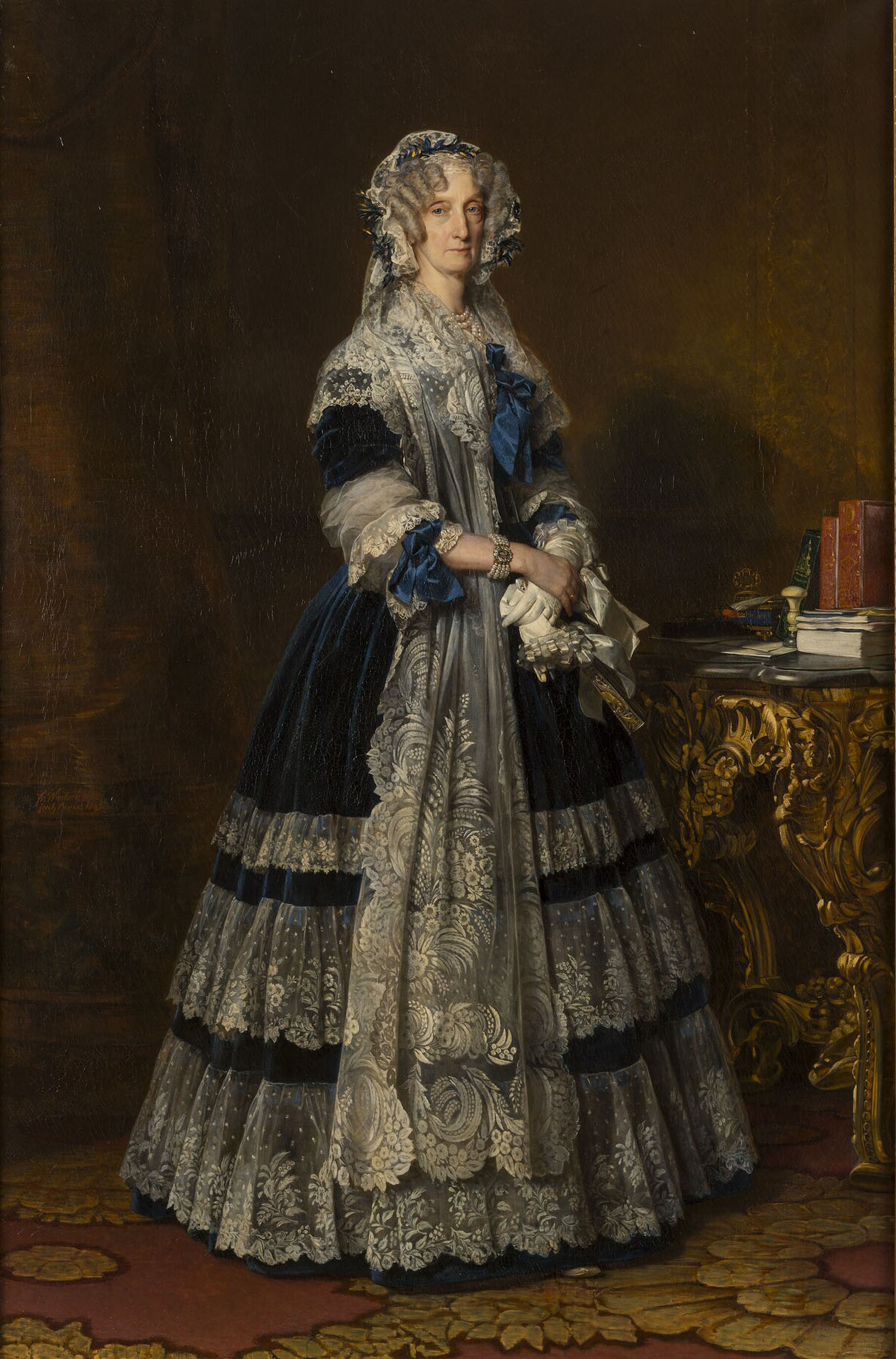
Ritratto di Maria Amalia delle Due Sicilie, regina dei Francesi di Franz Xaver Winterhalter

Nel 1830, a seguito di quella che è conosciuta come Rivoluzione di luglio, Luigi Filippo diventò re dei francesi, con Maria Amalia come sua consorte. Maria Amalia non approvò l'accettazione della corona da parte di Luigi Filippo e, secondo quanto riferito, la descrisse come una catastrofe.
Quando il tumulto seguì la pubblicazione delle Ordinanze nel 1830 e scoppiò nella rivoluzione di luglio a Parigi, la famiglia Orléans si trovava nella tenuta di campagna di Neuilly. Sua cognata, Adelaide, convinse Luigi Filippo che era il momento giusto per lui di porsi a capo dell'opposizione contro la monarchia assoluta di Carlo X, e presentarsi come il candidato di una monarchia costituzionale, tra l'impopolare monarchia assoluta e il repubblicanesimo. Quando giunsero voci che i realisti avrebbero arrestato Luigi Filippo, egli fu evacuato a Raincy e i figli furono mandati a Villers-Cotterêts, ma Adelaide e Maria Amalia rimasero a Neuilly. Quando una delegazione raggiunse Neuilly e offrì la corona a Luigi Filippo, Maria Amalia rifiutò l'offerta a nome suo e del coniuge, rimproverando Ary Scheffer e Adolphe Thiers di averli insultati per averlo fatto. Adelaide, tuttavia, accettò l'offerta con l'argomento che suo fratello avrebbe fatto qualsiasi cosa per impedire l'anarchia del paese che amava. Thiers accettò la risposta di Adélaïde piuttosto che quella di Maria Amalia con le parole: "Signora, avete dato la corona alla vostra famiglia". Dopo questo, seguirono diverse altre visite di persone che chiedevano a Luigi Filippo di accettare la corona: a tutti, Maria Amalia rispondeva che Luigi Filippo era un uomo onesto e quindi non poteva farlo, mentre Adelaide la contraddiceva affermando che l'offerta doveva essere fatta allo stesso Luigi Filippo da parte della camera dei deputati; se egli avesse esitato, sarebbe andata lei stessa a Parigi e avrebbe accettato la corona per conto di lui. Poco dopo, la Camera dei Deputati chiamò Luigi Filippo a Parigi per presentargli formalmente la loro offerta. È stato stimato che egli accettò la corona in gran parte a causa di Adelaide.
Quando arrivò la notizia che Luigi Filippo aveva accettato la corona, Maria Amalia avrebbe pianto e singhiozzato: "Che catastrofe! Chiameranno mio marito usurpatore!". Si rifiutò di tornare a Parigi con i suoi figli in una carrozza statale aperta, poiché ciò avrebbe dato un'impressione di trionfo. Quando arrivò al Palais-Royal, che a quel tempo era aperto al pubblico, si notò che sembrava che avesse pianto, il che attirò l'attenzione. Maria Amalia e la cognata visitarono coloro che erano stati feriti durante la rivoluzione e li sostennero finanziariamente.
Maria Amalia affermò che non vedeva alcun vantaggio nella corona, solo la distruzione di una vita familiare pacifica e un'insicurezza per la loro vita. Tuttavia, concluse, poiché Dio diede loro la corona, essi dovevano fare del loro meglio: "Poiché per volontà di Dio questa corona di spine è stata posta sul nostro capo, dobbiamo accettarla e i doveri che comporta". Il 6 agosto 1830, lei e sua cognata erano presenti nella tribuna alla cerimonia di proclamazione di Luigi Filippo come re dei francesi. La stessa Maria Amalia non venne mai onorata con alcuna forma di cerimonia ufficiale, anche se le venne assegnato automaticamente il titolo onorifico di regina dei francesi.
Maria Amalia non giocò un ruolo attivo nelle questioni politiche, anzi fece di tutto per allontanarsi da esse. Nel 1832, dopo il fallito colpo di stato della duchessa di Berry, Maria Carolina si rivolse a lei dalla sua prigione a Blaye; tuttavia Maria Amalia rifiutò anche di ricevere la sua petizione, nonostante fosse personalmente legata alla duchessa di Berry. Era con sua sorella Adelaide, piuttosto che con sua moglie, che il re discuteva di affari di stato.

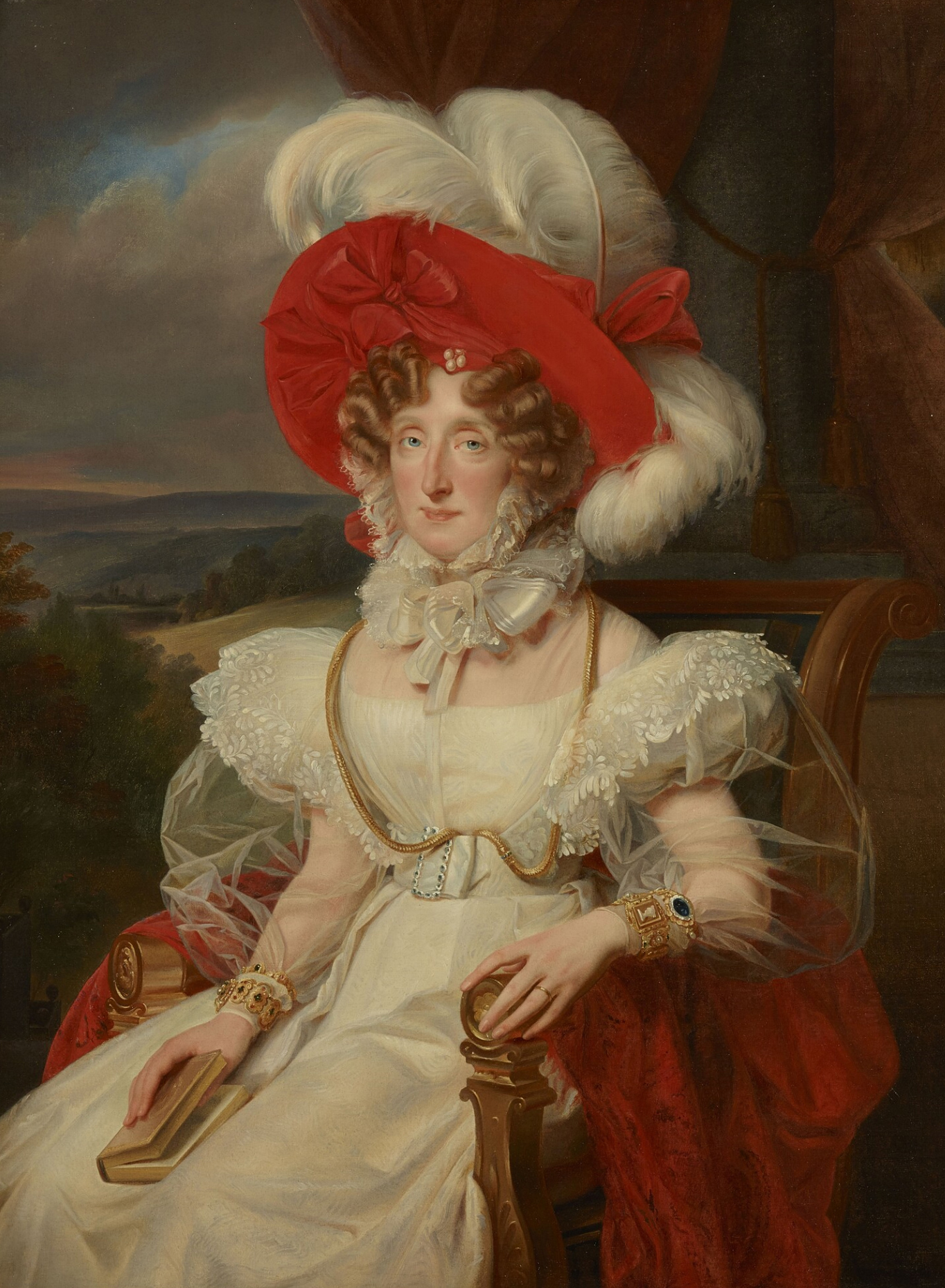
La regina Maria Amalia dei Francesi ritratta da Louis-Édouard Rioult nel 1839, Reggia di Versailles

Come regina, Maria Amalia divenne nota soprattutto per il suo semplice stile di vita personale e la sua carità. Per ragioni politiche, il re Luigi Filippo desiderava dare l'impressione che la sua famiglia vivesse lo stile di vita della classe borghese e, durante il mandato di Maria Amalia come Regina, la corte reale e il galateo di corte alle Tuileries fu molto semplificato. La famiglia reale condusse uno stile di vita modellato sulla vita ideale di una ricca famiglia borghese dell'epoca, con poche occasioni di stato, sebbene ospitassero regolarmente cene di gala meno elaborate per i rappresentanti del popolo. Questa vita domestica si addiceva a Maria Amalia. La famiglia reale includeva anche la dama di compagnia della regina, la marchesa de Dolomieu.
La routine quotidiana di Maria Amalia come Regina Consorte era incentrata sui pranzi di famiglia, sui doveri religiosi e sul lavoro di beneficenza; mantenne una stretta sorveglianza sulle sue figlie e, in seguito, anche sulle sue nuore, cucendo con loro nel salotto quando non era occupata con il lavoro di beneficenza. Secondo quanto riferito, Maria Amalia ricevette un assegno personale di 500.000 franchi e spese 400.000 franchi di quella somma in beneficenza. In un caso, rispose a una richiesta della suora missionaria francese Santa Madre Theodore Guerin delle Suore della Provvidenza di Santa Maria dei Boschi dicendo: "Ah, sì, sorelle, salviamo le anime!". Diede a Guerin e alla sua consorella della Provvidenza Mary Cecilia Bailly fondi per le loro scuole negli Stati Uniti, oltre a coprire le spese di viaggio. Secondo quanto riferito, tuttavia, diede contributi ai bisognosi indipendentemente dalle loro convinzioni politiche o religiose.
In Francia, il primo albero di Natale fu addobbato nel 1840 proprio da Maria Amalia.
Si riteneva, inoltre, che la regina svolgesse i suoi doveri di rappresentanza con dignità. 
Nel 1843 ospitò la regina Vittoria al Château d'Eu. Tuttavia, non seguì suo marito nella sua visita in Inghilterra nel 1844.
Sebbene Maria Amalia avesse accettato controvoglia la corona, considerava suo dovere conservarla dopo che le era stata donata da Dio. Durante la Rivoluzione del 1848, Maria Amalia tentò di convincere Luigi Filippo a prendere il controllo delle truppe, radunare la Guardia Nazionale, domare le rivolte nelle strade e difendere la corona con la vita. Secondo quanto riferito, egli non le rispose, ma le chiese solo di fidarsi del suo giudizio. Quando una folla marciò verso le Tuileries, Luigi Filippo fu convinto dai suoi ministri a fuggire e firmò la sua abdicazione in favore del nipote contro il consenso di Maria Amalia. Quando la famiglia lasciò il palazzo, secondo quanto riferito, Maria Amalia si rivolse al ministro Thiers e commentò: "Ah Monsieur, non eravate degno di un re così buono!".
La famiglia fuggì in circostanze alquanto caotiche e, secondo quanto riferito, Maria Amalia svenne e dovette essere sollevata nella sua carrozza. La coppia era accompagnata dal figlio Antonio, duca di Montpensier; dalla loro nuora, la duchessa di Nemours ; la loro figlia, la principessa Clementina, oltre a sei nipoti. La vedova del loro figlio maggiore, la duchessa d'Orléans, e i suoi figli furono lasciati a palazzo, per combattere per il diritto alla corona del loro nipote, il conte di Parigi.
La famiglia lasciò Parigi per Saint-Cloud e da lì a Dreux, dove si separarono e si diressero in Inghilterra in diversi gruppi. Maria Amalia e Luigi Filippo vissero per un po' nel cottage di un amico a Honfleur, prima di partire in segreto da Le Havre per Newhaven.

### Esilio e morte

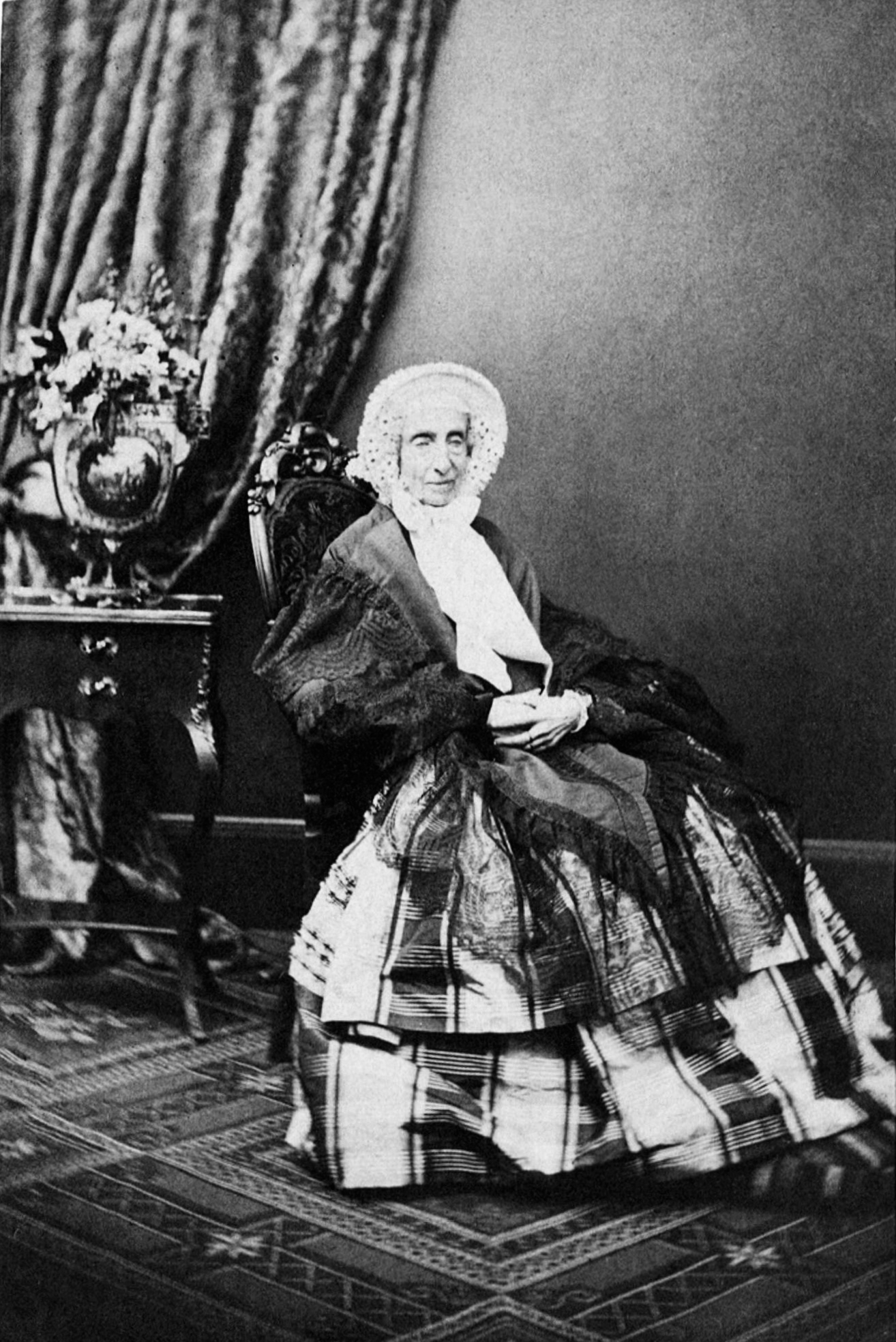
L'ex-regina Maria Amalia nei suoi ultimi anni di vita, in un ritratto fotografico di Antoine Claudet

In Inghilterra, Luigi Filippo e Maria Amalia furono ben accolti dalla regina Vittoria, che li lasciò vivere a Claremont House per tutta la vita. Poiché lo stato francese aveva deciso di non confiscare le loro proprietà, la coppia non ebbe problemi di denaro.
Luigi Filippo morì due anni dopo. Maria Amalia continuò a vivere in Inghilterra, dove assisteva alla messa quotidiana ed era ben nota alla regina Vittoria. Trascorse i suoi ultimi anni vivendo una vita familiare privata, e fu raggiunta dalla maggior parte dei suoi figli ad eccezione del duca di Montpensier. Maria Amalia riteneva che il ramo più anziano dei Borbone avesse un diritto superiore al trono francese, e sostenne suo figlio, il duca di Nemours, quando questi si riconciliò con il capo della linea borbonica più antica, Enrico, conte di Chambord, per conto degli Orléans. Alla sua morte, chiese anche di essere chiamata duchessa d'Orléans sulla sua lapide piuttosto che regina dei francesi.
Maria Amalia morì il 24 marzo 1866, all'età di 83 anni. Era l'ultima nipote superstite dell'imperatrice Maria Teresa d'Austria. Venne sepolta, secondo le sue ultime volontà, con il vestito che aveva conservato dal 1848 quando, con il marito, aveva lasciato la Francia.

## Discendenza
Dal matrimonio tra Maria Amalia e Luigi Filippo di Francia nacquero:
- Ferdinando Filippo d'Orléans, duca d'Orléans (1810 - 1842), sposò Elena di Meclemburgo-Schwerin;
- Luisa d'Orléans (1812–1850), regina consorte di Leopoldo I del Belgio;
- Maria d'Orléans (1813–1839), sposò il duca Alessandro di Württemberg;
- Luigi d'Orléans, duca di Nemours (1814–1896), sposò la principessa Vittoria di Sassonia-Coburgo;
- Francesca d'Orléans (1816–1818);
- Clementina d'Orléans (1817-1907), sposò il principe Augusto di Sassonia-Coburgo-Kohary;
- Francesco d'Orléans, principe di Joinville (1818-1900), sposò la principessa Francesca del Brasile;
- Carlo d'Orléans, duca di Penthièvre (1820-1828);
- Enrico d'Orléans, duca d'Aumale (1822-1897), sposò la principessa Maria Carolina Augusta di Borbone-Due Sicilie, figlia di Leopoldo, principe di Salerno;
- Antonio d'Orléans, duca di Montpensier (1824-1890) divenne principe di Spagna dopo aver sposato l'infanta Luisa Ferdinanda di Spagna.

## Titoli e trattamento
- 26 aprile 1782 – 25 novembre 1809: Sua Altezza Reale, la principessa Maria Amalia di Napoli e Sicilia
- 25 novembre 1809 – 9 agosto 1830: Sua Altezza Reale, la Duchessa d'Orléans
- 9 agosto 1830 – 24 febbraio 1848: Sua Maestà, la Regina dei Francesi
- 24 febbraio 1848 – 26 agosto 1850: Sua Maestà, la Regina dei Francesi (pretendente)
- 24 febbraio 1848 – 26 agosto 1850: Sua Altezza Reale, la Duchessa d'Orléans
- 26 agosto 1850 – 24 marzo 1866: Sua Altezza Reale, la Duchessa vedova d'Orléans
- 26 agosto 1850 – 24 marzo 1866: Sua Maestà, la regina Maria Amalia di Francia

## Onorificenze

Il monogramma personale della regina Maria Amalia.

## Ascendenza
|                                  |                    |                                               | Genitori                                     |  |  | Nonni |  |  | Bisnonni            |  |  | Trisnonni              |  |
|                                  |                    |                                               |                                              |  |  |       |  |  | Filippo V di Spagna |  |  | Luigi, il Gran Delfino |  |
|                                  |                    |                                               |                                              |  |  |       |  |  | Filippo V di Spagna |  |  | Luigi, il Gran Delfino |  |
|                                  |                    | Maria Anna Vittoria di Baviera                |                                              |  |  |       |  |  | Filippo V di Spagna |  |  |                        |  |
| Carlo III di Spagna              |                    |                                               |                                              |  |  |       |  |  | Filippo V di Spagna |  |  |                        |  |
|                                  |                    | Elisabetta Farnese                            | Odoardo II Farnese                           |  |  |       |  |  |                     |  |  |                        |  |
|                                  |                    | Elisabetta Farnese                            | Odoardo II Farnese                           |  |  |       |  |  |                     |  |  |                        |  |
|                                  |                    | Elisabetta Farnese                            | Dorotea Sofia di Neuburg                     |  |  |       |  |  |                     |  |  |                        |  |
| Ferdinando I delle Due Sicilie   |                    | Elisabetta Farnese                            |                                              |  |  |       |  |  |                     |  |  |                        |  |
|                                  |                    | Augusto III di Polonia                        | Augusto II di Polonia                        |  |  |       |  |  |                     |  |  |                        |  |
|                                  |                    | Augusto III di Polonia                        | Augusto II di Polonia                        |  |  |       |  |  |                     |  |  |                        |  |
|                                  |                    | Augusto III di Polonia                        | Cristiana Eberardina di Brandeburgo-Bayreuth |  |  |       |  |  |                     |  |  |                        |  |
| Maria Amalia di Sassonia         |                    | Augusto III di Polonia                        |                                              |  |  |       |  |  |                     |  |  |                        |  |
|                                  |                    | Maria Giuseppa d'Austria                      | Giuseppe I d'Asburgo                         |  |  |       |  |  |                     |  |  |                        |  |
|                                  |                    | Maria Giuseppa d'Austria                      | Giuseppe I d'Asburgo                         |  |  |       |  |  |                     |  |  |                        |  |
|                                  |                    | Maria Giuseppa d'Austria                      | Guglielmina Amalia di Brunswick-Lüneburg     |  |  |       |  |  |                     |  |  |                        |  |
| Maria Amalia di Napoli e Sicilia |                    | Maria Giuseppa d'Austria                      |                                              |  |  |       |  |  |                     |  |  |                        |  |
|                                  | Leopoldo di Lorena | Carlo V di Lorena                             |                                              |  |  |       |  |  |                     |  |  |                        |  |
|                                  | Leopoldo di Lorena | Carlo V di Lorena                             |                                              |  |  |       |  |  |                     |  |  |                        |  |
|                                  | Leopoldo di Lorena | Eleonora Maria Giuseppina d'Austria           |                                              |  |  |       |  |  |                     |  |  |                        |  |
| Francesco I di Lorena            | Leopoldo di Lorena |                                               |                                              |  |  |       |  |  |                     |  |  |                        |  |
|                                  |                    | Elisabetta Carlotta d'Orléans                 | Filippo di Francia, Duca d'Orléans           |  |  |       |  |  |                     |  |  |                        |  |
|                                  |                    | Elisabetta Carlotta d'Orléans                 | Filippo di Francia, Duca d'Orléans           |  |  |       |  |  |                     |  |  |                        |  |
|                                  |                    | Elisabetta Carlotta d'Orléans                 | Elisabetta Carlotta del Palatinato           |  |  |       |  |  |                     |  |  |                        |  |
| Maria Carolina d'Austria         |                    | Elisabetta Carlotta d'Orléans                 |                                              |  |  |       |  |  |                     |  |  |                        |  |
|                                  |                    | Carlo VI d'Asburgo                            | Leopoldo I d'Asburgo                         |  |  |       |  |  |                     |  |  |                        |  |
|                                  |                    | Carlo VI d'Asburgo                            | Leopoldo I d'Asburgo                         |  |  |       |  |  |                     |  |  |                        |  |
|                                  |                    | Carlo VI d'Asburgo                            | Eleonora del Palatinato-Neuburg              |  |  |       |  |  |                     |  |  |                        |  |
| Maria Teresa d'Austria           |                    | Carlo VI d'Asburgo                            |                                              |  |  |       |  |  |                     |  |  |                        |  |
|                                  |                    | Elisabetta Cristina di Brunswick-Wolfenbüttel | Luigi Rodolfo di Brunswick-Lüneburg          |  |  |       |  |  |                     |  |  |                        |  |
|                                  |                    | Elisabetta Cristina di Brunswick-Wolfenbüttel | Luigi Rodolfo di Brunswick-Lüneburg          |  |  |       |  |  |                     |  |  |                        |  |
|                                  |                    | Elisabetta Cristina di Brunswick-Wolfenbüttel | Cristina Luisa di Oettingen-Oettingen        |  |  |       |  |  |                     |  |  |                        |  |
|                                  |                    | Elisabetta Cristina di Brunswick-Wolfenbüttel |                                              |  |  |       |  |  |                     |  |  |                        |  |